# Coccinelle (artiste)
Pour les articles homonymes, voir Coccinelle (homonymie).
Coccinelle est le nom de scène de Jacqueline Charlotte Dufresnoy, née le 23 août 1931 à Paris 18e et morte le 9 octobre 2006 à Marseille 5e, artiste française, danseuse, chanteuse et actrice. Sa célébrité en tant que femme trans et la médiatisation de sa transition en font la première icône trans de France.

## Biographie
Assignée homme à sa naissance le 23 août 1931 à Paris, elle grandit dans une famille aimante et qui accepte sa féminité. Elle se teint les cheveux, s'habille très jeune de vêtements féminins. Ses proches la surnomment alors « Coccinelle » en raison d'une robe rouge à pois noirs qu'elle affectionne ; elle adoptera par la suite ce surnom comme nom de scène.
Elle débute dans le monde du spectacle en 1953 chez Madame Arthur puis au Carrousel à Paris, comme Bambi, que l'artiste aide à débuter et héberge même à son domicile à ses débuts,. Coccinelle passe à l'Alcazar de Marseille en 1953, et y compose une saisissante silhouette de Marilyn Monroe, avec lunettes et robe lamée bleue. En 1958, l'artiste effectue une vaginoplastie dans la clinique du Parc du Dr Georges Burou à Casablanca. Défendue par l'avocat Robert Badinter, Coccinelle devient Jacqueline Charlotte Dufresnoy à l'état civil en 1959. Première célébrité française à avoir officiellement et publiquement effectué une chirurgie de réattribution sexuelle, elle est ainsi une égérie transgenre dans les années 1950,.
Vêtue de blanc, elle épouse, lors d'une cérémonie médiatisée, son premier mari, Francis Paul Bonnet, journaliste sportif, le 16 mars 1962. Le couple souhaite adopter et fait face à de nombreux obstacles[réf. nécessaire]. Ils divorcent le 13 novembre 1962[réf. nécessaire]. 
En 1963, elle se produit à l'Olympia dans le spectacle Chercher la femme écrit et mis en scène par Bruno Coquatrix avec une pléiade d'artistes dont Pierre Doris. À partir de 1970, elle entamera une série de tournées qui la conduiront partout sur la planète, d'Amérique du Sud jusqu'en Australie, d'Amérique du Nord jusqu'en Équateur… À partir de 1978, elle s'établit à Berlin en Allemagne, où elle est la vedette d'un des plus grands cabaret berlinois, Chez Nous.
Elle revient à Paris en 1986, chez Madame Arthur. Elle participe à plusieurs émissions de télévision, de Tournez manège aux Dossiers de l'écran en passant par les plateaux de Frédéric Mitterrand et Thierry Ardisson. Elle rédige une autobiographie intitulée Coccinelle par Coccinelle. En 1989, elle triomphe au Casino de Paris aux côtés de son ami Pascal Sevran dans la revue Paris Casino. En 1990, on lui propose un spectacle qui raconte sa vie et dont elle est la vedette. Lorsque la guerre du Golfe éclate, le spectacle tombe à l'eau faute de financement. Elle décide de quitter Paris à ce moment-là pour retrouver le sud de la France qu'elle adorait depuis ses débuts.[réf. nécessaire]
À partir de 1992, elle se produit à Marseille. Le 11 avril 1996, elle y épouse en troisièmes noces le transformiste de chez Michou Thierry Wilson, alias Zize Dupanier, en direct sur TF1 dans l'émission de Jean-Marc Morandini Tout est possible. Ensemble, ils fondent l'association Devenir femmes qui œuvre au soutien, à l'acceptation et à la reconnaissance sociale des personnes transféminines. Sept ans plus tard, elle prend une semi-retraite du monde du spectacle.[réf. nécessaire]
Elle vit ses dernières années entre le Cabaret LouLou à Marseille, où elle suit les auditions d'artistes régionaux et son passe-temps favori : la plage.
En avril 2006, elle est victime d'un accident vasculaire cérébral que les médecins trouveront bénin, comme une alerte. Mais quelques mois plus tard, elle rechute et après un mois en soins intensifs, Coccinelle meurt d'un arrêt cardiaque à l'hôpital de la Timone à Marseille. Conformément à ses dernières volontés, elle est discrètement incinérée et ses cendres répandues dans un lieu tenu secret[réf. nécessaire].
Elle aurait déclaré à ses proches : « Je n'ai pas eu ma vie, qu'on me laisse au moins ma mort. »

## Hommages
La promenade Coccinelle est inaugurée le 18 mai 2017 à Paris en son hommage, sur le terre-plein central du boulevard de Clichy, près du boulevard Marguerite-de-Rochechouart. Il s'agit de la première inauguration d’une rue en hommage à une personne trans en Europe et dans la capitale d’un pays, et la deuxième dans le monde,.
Le 23 août 2022, un Google Doodle lui est consacré à l'occasion du 91e anniversaire de sa naissance,.
La bande dessinée Coccinelle - Chercher la femme de Gloria Ciapponi et Luca Conca  (ISBN 2849534943) est éditée en 2024.

## Filmographie
- 1959 : Nuits d'Europe d'Alessandro Blasetti
- 1962 : Les Don Juan de la Côte d'Azur (I Dongiovanni della Costa Azzurra) de Vittorio Sala : elle-même
- 1962 : Los Viciosos d'Enrique Carreras
- 1964 : Il Pelo nel mondo d'Antonio Margheriti et Marco Vicario
- 1964 : Interpol Attaque d'Enrique Carreras
- 1968 : Días de viejo color de Pedro Olea

## Discographie
Coccinelle n° 1 (President Records No 38. cda 1052)
1. Tu t'fous de moi
2. L'Amour a fleur de cœur
3. Prends-moi ou laisse-moi
4. Tu es là

Coccinelle n° 2 (President Records No 12" cda 1052)
1. Je cherche un millionnaire (I'm looking for a millionaire)
2. Avec mon petit faux-cul

Coccinelle - 4 chansons de la Revue de l'Olympia « Chercher la femme » (RCA VICTOR 86.012M - 1963)
1. Cherchez la femme
2. On fait tout à la main
3. C'est sûrement vous
4. Depuis toujours

Coccinelle Star du Carrousel de Paris CD (Marianne Melodie 041625)
Compilation de 20 titres

## Publication
- Coccinelle, Coccinelle, Filipacchi, 1987, 245 p. (ISBN 978-2-85018-586-1)